# Мэйлман, Дебора
Дебора Мэйлман (англ. Deborah Mailman, род. 14 июля 1972, Маунт-Айза, Австралия) — австралийская актриса. Она стала первым австралийским аборигеном, который выиграл премию Австралийской академии кинематографа и телевидения за лучшую женскую роль.
Мэйлман наиболее известна благодаря своей роли в телесериале «Наша секретная жизнь», где она снималась с 2001 по 2005 год. Она получила две Logie Award за роль в шоу. Она выиграла четыре премии AACTA: дважды за лучшую женскую роль в фильмах «Сияние» (1998) и «Сапфиры» (2012), за лучшую женскую роль второго плана в мюзикле «Прикрасний новы ден» (2009), а также за роль в сериале «Такова жизнь» в 2010 году.

## Фильмография
- Сияние (1998)
- Дорогая Клаудиа (1999)
- Маска обезьяны (2000)
- Наша секретная жизнь (86 эпизодов, 2001—2005)
- Клетка для кроликов (2002)
- Книга откровений (2006)
- Прикрасний новы ден (2009)
- Такова жизнь (2010-наст. время)
- Сапфиры (2012)
- Псих (2012)
- Волчья яма (2016—2017)
- 2067: Петля времени (2020)
- Новенький (2023)